# Dokar Gewog
Dokar (Dzongkha: རྡོ་དཀར་), auch Dogar,  ist einer von zehn Gewogs (Blöcke) des Dzongkhags Paro im Westen Bhutans. 
Dokar Gewog ist wiederum eingeteilt in fünf Chiwogs (Wahlkreise). Laut der Volkszählung von 2005 leben in diesem Gewog 2273 Menschen auf einer Fläche von 106 km² in 25 (nach Zählung der Wahlkommission 29) Dörfern bzw. Weilern in 424 Haushalten.
Der Gewog befindet sich im Südosten des Distrikts Paro und erstreckt sich über Höhenlagen zwischen 2100 und 4700 m. Dokar Gewog ist zu etwa 8,5 % mit Wald bedeckt. Ihr Auskommen hat die Bevölkerung von Dokar Gewog hauptsächlich durch Trockenfeldbau von Weizen und Gerste sowie von Cash Crops.
An staatlichen Einrichtungen gibt es neben der Gewog Verwaltung, zur medizinischen Versorgung eine Grundversorgungsstelle (BHU, Basic Health Unit) und drei medizinische Beratungsstellen (Outreach Clinic), sowie ein Büro zur Entwicklung erneuerbarer natürlicher Ressourcen (RNR, Renewable Natural Resource centre) und eine Zweigstelle der nationalen Telefongesellschaft Bhutan Telecom.
Alle Dörfer des Gewog werden vom Mobilfunknetz abgedeckt. Zu den Schulen im Gewog zählen eine Grundschule und eine weiterführende Schule, Lower Secondary School.
Insgesamt gibt es in diesem Gewog 18 buddhistische Tempel (Lakhangs), die sich in Staats-, Gemeinde- oder Privatbesitz befinden.
| Chiwog                               | Dörfer bzw. Weiler |
| ------------------------------------ | ------------------ |
| Tenchhekha Tsiphoog བསྟན་ཆེ་ཁ་_རྕིས་ཕུག་  | Tenchhekha         |
| Tenchhekha Tsiphoog བསྟན་ཆེ་ཁ་_རྕིས་ཕུག་  | Tsiphoog           |
| Goensakha Phuchhekha དགོན་ས་ཁ་_ཕུ་ཆེ་ཁ་ | Chhuzom            |
| Goensakha Phuchhekha དགོན་ས་ཁ་_ཕུ་ཆེ་ཁ་ | Phuchhekha         |
| Goensakha Phuchhekha དགོན་ས་ཁ་_ཕུ་ཆེ་ཁ་ | Tsinakha           |
| Goensakha Phuchhekha དགོན་ས་ཁ་_ཕུ་ཆེ་ཁ་ | Goensakha          |
| Goensakha Phuchhekha དགོན་ས་ཁ་_ཕུ་ཆེ་ཁ་ | Tshoelgang         |
| Goensakha Phuchhekha དགོན་ས་ཁ་_ཕུ་ཆེ་ཁ་ | Uesakha            |
| Mendrel Uesuna མན་དྲལ་_དབུས་སུ་ན་       | Uesena             |
| Mendrel Uesuna མན་དྲལ་_དབུས་སུ་ན་       | Mendrel Jabkha     |
| Mendrel Uesuna མན་དྲལ་_དབུས་སུ་ན་       | Tamchoegang        |
| Dawakha Tshongkha ཟླ་བ་ཁ་_ཚོང་ཁ་       | Dawakha            |
| Dawakha Tshongkha ཟླ་བ་ཁ་_ཚོང་ཁ་       | Togtokha           |
| Dawakha Tshongkha ཟླ་བ་ཁ་_ཚོང་ཁ་       | Langmikha          |
| Dawakha Tshongkha ཟླ་བ་ཁ་_ཚོང་ཁ་       | Jabisa             |
| Dawakha Tshongkha ཟླ་བ་ཁ་_ཚོང་ཁ་       | Tshongkha          |
| Khamdraag Sali ཁམས་བྲག་_ས་ལི་          | Bangkha            |
| Khamdraag Sali ཁམས་བྲག་_ས་ལི་          | Khamdraag          |
| Khamdraag Sali ཁམས་བྲག་_ས་ལི་          | Khamdraag-gang     |
| Khamdraag Sali ཁམས་བྲག་_ས་ལི་          | Tashigang          |
| Khamdraag Sali ཁམས་བྲག་_ས་ལི་          | Toepchgang         |
| Khamdraag Sali ཁམས་བྲག་_ས་ལི་          | Dzongang           |
| Khamdraag Sali ཁམས་བྲག་_ས་ལི་          | Lagel              |
| Khamdraag Sali ཁམས་བྲག་_ས་ལི་          | Dala               |
| Khamdraag Sali ཁམས་བྲག་_ས་ལི་          | Gagay              |
| Khamdraag Sali ཁམས་བྲག་_ས་ལི་          | Gayjo              |
| Khamdraag Sali ཁམས་བྲག་_ས་ལི་          | Sali               |
| Khamdraag Sali ཁམས་བྲག་_ས་ལི་          | Silu Goenpa        |
| Khamdraag Sali ཁམས་བྲག་_ས་ལི་          | Tango              |